# Почётные доктора ПетрГУ
Почётные доктора Петрозаводского государственного университета.

## 2000 год
1. Андреев Вячеслав Николаевич — доктор технических наук, профессор Санкт-Петербургской государственной лесотехнической академии
2. Бадьин Геннадий Михайлович — доктор технических наук, профессор Санкт-Петербургского государственного архитектурно-строительного университета
3. Денисов Игорь Николаевич — доктор медицинских наук, проректор Первой Московской медицинской академии
4. Катанандов Сергей Леонидович — кандидат философских наук, Председатель Правительства Республики Карелия
5. Кейпл Рон — профессор Университета Минессоты в Дулуте (США)
6. Киркинен Хейкки — доктор философии, профессор Университета Йоэнсуу (Финляндия)
7. Лааксонен Теуво — генеральный директор АО «Нелес-Автоматизация» (Финляндия)
8. Пелконен Пааво — доктор технических наук, декан факультета лесных наук университета Йоенсуу (Финляндия)
9. Петтерсон Оддрунн — генеральный секретарь Норвежского Баренц-секретариата (Норвегия)
10. Романовский Иосиф Владимирович — доктор физико-математических наук, профессор Санкт-Петербургского государственного университета
11. Стэнбак Пер — президент шведского культурного общества Финляндии
12. Федермессер Виталий Александрович — генеральный директор АО «Кондопога»
13. Патриарх Московский и всея Руси Алексий II
14. Линн Мишель — профессор университета Миннесоты (США)

## 2001 год
1. Джексон Роберс Льюис — профессор Йельского университета (США)
2. Белкнап Роберт Ламонт — профессор Колумбийского университета (США)
3. Ивич Милка — академик Сербской академии наук и искусств[1]

## 2002 год
1. Демков Юрий Николаевич — профессор кафедры квантовой механики Санкт-Петербургского государственного университета

## 2003 год
1. Чубарьян Александр Оганович — директор Института всеобщей истории РАН, академик РАН, ректор Гуманитарного университета гуманитарных наук
2. Сиуруайнен Эйно — губернатор г. Оулу (Финляндия)

## 2004 год
1. Аланко Тимо — профессор кафедры информатики университета Хельсинки

## 2005 год
1. Архипова Т. Г. — декан факультета архивоведения Историко-архивного института Российского государственного гуманитарного университета
2. Андреев Л. Н. — академик РАН
3. Ачкасов В. А. — профессор Санкт-Петербургского государственного университета
4. Капустин А.Я, — доктор юридических наук, профессор, декан юридического факультета Российского университета дружбы народов (Москва)
5. Малоземов В. Н. — профессор математико-механического факультета Санкт-Петербургского государственного университета
6. Патякин В. И. — доктор технических наук, профессор, заслуженный деятель науки и техники России, заведующий кафедрой технологии лесопромышленных производств Санкт-Петербургской лесотехнической академии
7. Фортов В. Е. — академик, академик-секретарь Отделения энергетики, машиностроения, механики и процессов управления Российской академии наук
8. Фролов В. А. — доктор медицинских наук, профессор, заслуженный деятель науки Российской Федерации, заведующий кафедрой патофизиологии Университета дружбы народов (Москва)
9. Апунен Хелена — профессор кафедры политических наук и международных отношений университета Тампере (Финляндия)
10. Вихавайнен Тимо — профессор Хельсинкского университета (Финляндия)
11. Саастамойнен Олли — декан факультета лесных наук университета Йоенсуу (Финляндия)
12. Чаркич Милосав — ведущий профессор Сербской академии наук и искусств, профессор ряда университетов Сербии
13. Сулкала Вуокко Хелена — доктор философии, профессор, заведующая кафедрой финского языка, информатики и логопедии факультета гуманитарных наук университета Оулу (Финляндия)
14. Каунонен Антти — старший вице-президент компании Метсоавтоматизация
15. Тихонов А. Н. — директор ФГУ ГНИИ ИТТ «Информика»

## 2006 год
1. Йорка Карл — профессор Вермутской школы права
2. Евтушенко Евгений Александрович — советский, русский поэт, лауреат Государственной премии СССР, народный депутат СССР, прозаик, публицист, киносценарист, кинорежиссёр, член Союза писателей Москвы
3. Черепанова Ольга Александровна — доктор филологических наук, профессор Санкт-Петербургского государственного университета

## 2007 год
1. Васильев Виктор Николаевич — доктор технических наук, профессор, Президент Петрозаводского государственного университета
2. Шлямин Валерий Александрович — доктор экономических наук, торговый представитель РФ в Финляндии
3. Теодор Хелльбрюгге — доктор медицины, профессор, президент международной Академии. (Германия)

## 2009 год
1. Антти Лайне[фин.] — старший научный сотрудник Карельского исследовательского института при Университете Йоэнсуу (Финляндия)
2. Лаури Лайюнен — ректор университета Оулу (Финляндия)
3. Матти Ууситупа — ректор университета Куопио (Финляндия)
4. Пертту Вартиайнен — ректор университета Йоэнсуу (Финляндия)

## 2010 год
1. Юкка Яри Корпела — директор института географических и исторических наук (Финляндия)
2. Святейший Патриарх Московский и всея Руси Кирилл
3. Васильев Владимир Николаевич — доктор технических наук, профессор, член-корреспондент РАО, ректор Санкт-Петербургского государственного университета информационных технологий, механики и оптики
4. Вербицкая Людмила Алексеевна — доктор филологических наук, профессор, академик РАО, Президент Санкт-Петербургского государственного университета
5. Юсупов Рафаэль Мидхатович — доктор технических наук, профессор, член-корреспондент РАН, директор Санкт-Петербургского института информатики и автоматизации РАН (СПИИРАН)
6. Пивненко Валентина Николаевна — депутат Государственной думы
7. Таратунин Борис Константинович — председатель Верховного суда Республики Карелия
8. Петровский Александр Валерианович — председатель Арбитражного суда Республики Карелия
9. Петросян Леон Аганесович — доктор физико-математических наук, профессор, заведующий кафедрой математической теории игр и статистических решений, декан факультета Прикладной математики — процессов управления Санкт-Петербургского государственного университета

## 2011 год
1. Ланцов Сергей Алексеевич — доктор политических наук, профессор Санкт-Петербургского государственного университета
2. Гуторов Владимир Александрович — доктор философских наук, профессор Санкт-Петербургского государственного университета[2]

## 2012 год
1. Рузанова Наталья Сократовна — доцент, директор Регионального центра новых информационных технологий ПетрГУ

## 2013 год
1. Вавилов, Геннадий Алексеевич — композитор, профессор Петрозаводской государственной консерватории им. А. Глазунова[3]

## 2015 год
1. Нургалиев, Рашид Гумарович — заместитель Секретаря Совета Безопасности России
2. Каганов, Вениамин Шаевич — заместитель министра образования и науки Российской Федерации
3. Семёнов, Владимир Николаевич — председатель Законодательного Собрания Республики Карелия, член Попечительского совета ПетрГУ, член Совета ректоров вузов Республики Карелия
4. Вайсберг, Леонид Абрамович — профессор, член-корреспондент РАН, председатель совета директоров научно-производственной корпорации «Механобр-Техника»
5. Карьялайнен Тимо — профессор Университета Восточной Финляндии
6. Лехтинен Леена Карина — профессор Университета Турку и Университета Тампере
7. Луканин, Павел Владимирович — ректор Санкт-Петербургского государственного технологического университета растительных полимеров
8. Макаров, Николай Иванович — генеральный директор ЗАО «Карелстроймеханизация», член Попечительского совета ПетрГУ
9. Санаев, Виктор Георгиевич — профессор, ректор Московского государственного университета леса
10. Филиппов, Владимир Михайлович — профессор, академик Российской академии образования, ректор Российского университета дружбы народов
11. Хейнинен Ласси — профессор Университета Лапландии
12. Тапио — профессор Университета Восточной Финляндии

## 2018 год
1. Ноздрачев Александр Данилович – академик РАН, доктор биологических наук, профессор[4]

## 2019 год
1. Елфимов Аркадий Григорьевич[5][6]– председатель Президиума Общественного благотворительного фонда "Возрождение Тобольска"[4]
2. Шабалов Николай Павлович – профессор кафедры детских болезней им. М.С. Маслова Военно-медицинской академии им. С.М. Кирова"[4]

## 2020 год
1. Мазуров Вадим Иванович – профессор, завкафедрой терапии, ревматологии, экспертизы временной нетрудоспособности и качества медицинской помощи им. Э.Э. Эйхвальда СЗГМУ им. И.И. Мечникова (2020)
2. Сенявская Елена Спартаковна – доктор исторических наук, профессор, ведущий научный сотрудник Института российской истории РАН (2020)[4]
3. Шандалович Элиссан Владимирович[7] – председатель Законодательного собрания Республики Карелия (2020)[4]
4. Безлатная Людмила Викторовна[8] – директор по имущественному комплексу высшей школы технологии и энергетики Санкт-Петербургского государственного университета промышленных технологий и дизайна (2020)[4]
5. Жабко Алексей Петрович[9] – доктор физико-математических наук, завкафедрой теории управления Санкт-Петербургского государственного университета (2020)[4]
6. Масленников Евгений Ильич[10] – генеральный директор GS Nanotech (ДжиЭс-Нанотех) Архивная копия от 20 апреля 2021 на Wayback Machine (2020)[4]
7. Черненко Николай Павлович – председатель Совета ветеранов войны, труда, Вооруженных сил и правоохранительных органов Республики Карелия (2020)[4]
8. Ансель Патрик – бывший провизор Лицея Жана Дотэ Архивная копия от 12 марта 2021 на Wayback Machine[11] (Франция) (2020)[4]
9. Кангаспуро Маркку Архивная копия от 23 октября 2020 на Wayback Machine – директор Александровского института Университета Хельсинки (Финляндия) (2020)[4]
10. Лан Сижен  – президент Фуцзяньского университета сельского и лесного хозяйства (Китай) (2020)[4]